# Stefan Hedrich
Stefan H. Hedrich (n. 1919 – d. 2 martie 2010) a fost un om de știință german originar din România, care este considerat „părintele spiritual” al trenului Transrapid.
Născut în familia unui fost ofițer al armatei imperiale austro-ungare (care la sfârșitul celui de al Doilea Război Mondial a fost general-maior), Hedrich a urmat liceul evanghelic german din orașul natal, iar apoi a studiat la Universitățile tehnice din München și Berlin.
După terminarea războiului, unde a fost până în extremul nord, în Finlanda, a lucrat la firma germană Krauss-Maffei (al cărei director a devenit în 1970), unde a avut ideea „plutirii electromagnetice” care a fost prezentată publicului în mai 1969.
Datorită reputației sale, în 1971 a fost numit la Bonn consilier personal al ministrului vest-german al cercetării, Prof. Hans Leussink, și al ministrului transporturilor, Georg Leber.
Hedrich a fost o perioadă de timp profesor invitat la universități din China și Japonia. 
Are trei copii.

## Premii
- Ordinul național „Pentru Merit” în grad de comandor (noiembrie 2004) decernat de președintele Ion Iliescu.
- Ordinul cultural săsesc-transilvănean (1999)

## Cărți
- Stefan H. Hedrich: Transrapid. Die Magnetschwebebahn in der politischen „Warteschleife“. EK, Freiburg 2003, ISBN 3-88255-148-8